# Batalla de Brujitas
La Batalla de Brujitas fue un enfrentamiento militar librado en 1814 entre las fuerzas patriotas y realistas en el contexto de la guerra de independencia de Venezuela, con victoria de las primeras.

## Antecedentes
Después de la victoria de Carabobo, el 28 de mayo de 1814, el brigadier patriota Rafael Urdaneta fue enviado con 700 infantes a perseguir al brigadier realista José Ceballos. La orden era seguirlo hasta Barquisimeto, aunque Urdaneta esperaba que su enemigo huyera a Coro. El 1 de junio, Urdaneta llegó a San Carlos y dejó al comandante José María Rodríguez con 100 a 150 soldados como guarnición para asegurar sus comunicaciones con el comandante en jefe, general Simón Bolívar. Ahí también dejó el bagaje no militar, a los heridos y enfermos. Se llevó consigo a 20.000 cartuchos. Mientras, en su marcha era constantemente acosado por las guerrillas realistas, ya que no quedaban fuerzas organizadas del enemigo en la zona.
Siguió con 600 hombres a Barquisimeto, pero al llegar decidió continuar a El Tocuyo. Ahí se encontró con el teniente coronel Domingo Meza, que guarnecía la zona con 500 soldados, a quien dejó vigilando, pues una avanzadilla de caballería había detectado una fuerza enemiga en Los Horcones, lo que indicaba que Ceballos estaba empezando a reconstruir sus ejércitos. Urdaneta decidió volver a Barquisimeto y retirarse hacia Araure y Guanare por comida. En la primera villa, seguido de numerosos civiles y disponiéndose a recolectar alimentos y ganado le llegaron rumores de un desastre. Incapaz de confirmarlos porque la mayoría de la población era realista, se retiró a San Carlos, venciendo dos guerrillas enemigas cerca de Camoruco.

## Batalla
En Camoruco se enteró de que Remigio Ramos y 600 jinetes llaneros amenazaban San Carlos, así que ordenó a los heridos, el parque y los civiles con una escolta seguir por un bosque hasta Malpica, cerca de la ciudad, mientras él marchaba con sus mejores hombres a dar batalla.
Antes de llegar a San Carlos se encontró con Remigio Ramos impidiéndole el paso en la sábana de Brujitas. Sabiéndose en desventaja por marchar en terreno llano y solo disponer de infantería, Urdaneta se procuró unas buenas posiciones defensivas y rechazó los ataques enemigos, luego avanzó y entró en la villa con pocas pérdidas cuando los realistas se retiraron de las cercanías. Ya era casi de noche y justo llegó la columna de no combatientes. Puso a resguardo a sus heridos, enfermos y los más de 1.000 civiles que le seguían, luego confirmó que los patriotas fueron destrozados en La Puerta. También se enteró de que la guarnición de Valencia estaba asediada por el ejército del caudillo José Tomás Boves y podía seguir los caminos a ayudarla, y que los hombres que dejó con Rodríguez habían sido enviados a ayudar en la defensa de Valencia con todas las municiones y pertrechos que tenían. Sin embargo, a una legua de la ciudad fueron atacados por un cuerpo de caballería llanera y obligados a tomar la serranía de la izquierda.

## Consecuencias
Sus soldados estaban dispuestos, sin embargo, se negó. Sus tropas eran muy pocas como para ayudar a la guarnición a hacer una salida y expulsar a los sitiadores, y si se refugiaba con ellos solo añadiría 600 bocas que alimentar. Además, de hacerlo tendría que dejar a los civiles bajo su protección a merced de sus enemigos. Resolvió retirarse a El Tocuyo, unirse a Meza y esperar acontecimientos. Creía que podría descansar a sus hombres en Trujillo, que parecía en calma antes de volver al combate. Su marcha fue afortunada, pues Boves, enterado de la proximidad de Urdaneta, envió 2.000 llaneros a San Carlos el 25 de julio.